# Eugeniusz Korbut
Eugeniusz Korbut (ur. 27 lipca 1849, zm. 24 kwietnia 1930 w Bydgoszczy) – polski wojskowy wyznania prawosławnego, generał kawalerii Armii Imperium Rosyjskiego.

## Życiorys
Eugeniusz Korbut urodził się 27 lipca 1849 roku. Był uczniem Włodzimierskiego Kijowskiego Korpusu Kadetów w Kijowie (ros. Владимирский Киевский кадетский корпус). 12 lipca 1869 roku ukończył Mikołajewską Szkołę Kawalerii (ros. Николаевское кавалерийское училище) i został przydzielony jako kornet do 11 Czugujewskiego Pułku Ułanów. Od 9 listopada 1873 roku do 2 czerwca 1879 roku pełnił funkcję adiutanta brygady. W międzyczasie, w latach 1877-1878, walczył na wojnie rosyjsko-tureckiej. Od 4 lipca 1881 roku do 30 sierpnia 1891 roku był oficerem szwadronu w Mikołajewskiej Szkole Kawalerii. Od 1 września 1891 roku był pomocnikiem dowódcy pułku do spraw wyszkolenia strzeleckiego. Od 30 maja 1895 roku dowodził 48 Ukraińskim Pułkiem Dragonów Jej Cesarskiej Wysokości Wielkiej Księżnej Ksenii Aleksandrowny (ros. Украинский 48-й драгунский Её Императорского Величества Великой кн. Ксении Александровны). 7 maja 1901 roku, po awansie na generała majora, objął dowództwo 2 Brygady 12 Dywizji Kawalerii w Płoskirowie (obecnie Chmielnicki). 30 kwietnia 1910 roku, po awansie na generała lejtnanta, został dowódcą 2 Zapasowej Brygady Kawalerii (ros. 2-я бригада кавалерийского запаса) w Tambowie.
Był kierownikiem powiatowego Komitetu Fundacji „Polsko-Amerykańskiego Komitetu Pomocy Dzieciom” w Lubomlu . Mieszkał w Bydgoszczy przy ulicy 20 stycznia 32. Pod tym samym adresem mieszkała Wira Korbut, prawdopodobnie córka generała.
Zmarł 24 kwietnia 1930 roku w Bydgoszczy, po długich i ciężkich cierpieniach. Trzy dni później został pochowany na Cmentarzu Komunalnym przy ulicy Kcyńskiej .
Generał był żonaty z Aleksandrą Tarnowską (ur. 1 lipca 1854). Miał córkę.

## Awanse
W czasie służby w armii rosyjskiej awansował kolejno na stopień:
- korneta - 12 lipca 1869,
- porucznika – 21 lutego 1870,
- sztabsrotmistrza – 18 marca 1874,
- rotmistrza – 21 czerwca 1877,
- sztabsrotmistrza Gwardii – 30 sierpnia 1883,
- rotmistrza Gwardii – 24 kwietnia 1888,
- pułkownika – 30 sierpnia 1891,
- generała majora – 7 maja 1901,
- generała lejtnanta – 30 kwietnia 1910,
- generała kawalerii – 13 grudnia 1913[4][5].

## Ordery i odznaczenia
- Order św. Włodzimierza kl. 3 – 1899[4]
- Order św. Włodzimierza kl. 4 – 1895[4]
- Order Świętej Anny kl. 1 – 1909[5]
- Order Świętej Anny kl. 2 – 1891[4]
- Order Świętej Anny kl. 3 – 1885[4]
- Order św. Stanisława kl. 1 – 1905[5]
- Order św. Stanisława kl. 2 – 1888[4]
- Order św. Stanisława kl. 3 – 1880[4]